# Batalha de Coimá
A Batalha de Coimá ou Batalha de Kohima foi o ponto de virada da ofensiva japonesa U-Go na Índia em 1944, durante a Segunda Guerra Mundial. A batalha ocorreu em três etapas, de 4 de abril a 22 de junho de 1944, ao redor da cidade de Coimá, hoje capital de Nagalândia, no nordeste da Índia. De 3 a 16 de abril, os japoneses tentaram capturar a cordilheira de Coimá, uma formação que dominava a estrada pela qual as tropas britânicas e indianas sitiadas do IV Corpo em Infal eram abastecidas. Em meados de abril, a pequena força britânica e indiana britânica em Coimá foi substituída.
De 18 de abril a 13 de maio, reforços britânicos e indianos britânicos contra-atacaram para expulsar os japoneses das posições que haviam capturado. Os japoneses abandonaram a serra neste ponto, mas continuaram a bloquear a estrada Coimá–Infal. De 16 de maio a 22 de junho, as tropas britânicas e indianas britânicas perseguiram os japoneses em retirada e reabriram a estrada. A batalha terminou em 22 de junho, quando tropas britânicas e indianas de Coimá e Infal se encontraram no Marco 109, encerrando o Batalha de Infal.
Em 2013, uma pesquisa realizada pelo Museu do Exército Nacional britânico elegeu as Batalhas de Coimá e Infal como "A Maior Batalha da Grã-Bretanha". As Batalhas de Coimá e Infal foram referidas por autores como Martin Dougherty e Jonathan Ritter como a "Stalingrado do Leste".  

## Antecedentes
O plano japonês de invadir a Índia, codinome U-Go, foi originalmente concebido como um ataque de desgaste contra o IV Corpo Britânico em Infal, na região de Manipur, para atrapalhar os planos ofensivos dos Aliados para aquele ano. O comandante do Décimo Quinto Exército Japonês, o Tenente-General Renya Mutaguchi, ampliou o plano para invadir a própria Índia e talvez até derrubar o Raj Britânico.
Se os japoneses conseguissem ganhar uma posição forte na Índia, demonstrariam a fraqueza do Império Britânico e encorajariam os nacionalistas indianos nos seus esforços de descolonização. Além disso, a ocupação da área em torno de Infal teria um impacto severo nos esforços americanos para abastecer o exército de Chiang Kai-shek na China. As objeções dos estados-maiores de vários quartéis-generais foram finalmente superadas e a ofensiva foi aprovada pelo Quartel-General Imperial em 7 de janeiro de 1944.
Parte do plano envolvia enviar a 31ª Divisão japonesa (que era composta pelos 58º, 124º e 138º Regimentos de Infantaria e pelo 31º Regimento de Artilharia de Montanha) para capturar Coimá e, assim, isolar Infal. Mutaguchi desejava explorar a captura de Coimá empurrando a 31ª Divisão para Dimapur, o vital terminal ferroviário e base logística no vale do rio Bramaputra.
O comandante da 31ª Divisão, Tenente-General Kotoku Sato, estava descontente com seu papel. Ele não esteve envolvido no planejamento da ofensiva e tinha sérias dúvidas sobre suas chances. Ele já havia dito ao seu Estado-Maior que todos poderiam morrer de fome. Assim como muitos oficiais japoneses de alta patente, Sato considerava Mutaguchi um "cabeça-dura". Ele e Mutaguchi também estiveram em lados opostos durante a divisão entre as facções Toseiha e Kodoha dentro do Exército Japonês no início da década de 1930, e Sato acreditava que tinha motivos para desconfiar dos motivos de Mutaguchi.

## Prelúdio

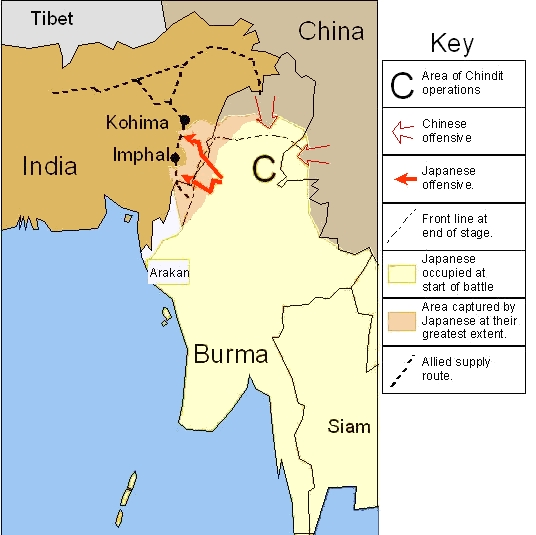
Campanha de Infal e Coimá

A partir de 15 de março de 1944, a 31ª Divisão japonesa cruzou o rio Chindwin perto de Homalin e moveu-se para noroeste ao longo de trilhas na selva em uma frente de quase 97km de largura. Devido à escassez de transporte, metade dos canhões de montanha do regimento de artilharia e as armas pesadas dos regimentos de infantaria foram deixados para trás. Apenas foram transportados suprimentos de alimentos e munições para três semanas.
Embora a marcha tenha sido árdua, houve um bom progresso. A ala esquerda da divisão, composta pela maior parte do 58º Regimento e comandada pelo comandante do Grupo de Infantaria da divisão, o Major-General Shigesaburō Miyazaki, estava à frente da formação vizinha (a 15ª Divisão de Infantaria japonesa) quando entraram em confronto com as tropas indianas que cobriam as abordagens ao norte de Infal em 20 de março.
As tropas indianas eram a 50ª Brigada Paraquedista indiana sob o comando do Brigadeiro Maxwell Hope-Thomson, em Sangshak. Embora não fossem o objetivo de Miyazaki, ele decidiu eliminá-los de sua linha de avanço. A Batalha de Sangshak continuou por seis dias. As tropas da brigada de paraquedistas estavam desesperadamente com falta de água potável, mas Miyazaki foi prejudicado pela falta de artilharia até perto do fim da batalha. Por fim, quando algumas tropas da 15ª Divisão japonesa se juntaram à batalha, Hope-Thomson se retirou. A 50ª Brigada Paraquedista perdeu 600 homens, enquanto os japoneses sofreram mais de 400 baixas. Miyazaki também capturou parte da comida e das munições que foram lançadas pela Força Aérea Real (RAF) aos defensores de Sangshak. No entanto, as suas tropas, que tinham a rota mais curta e fácil para Coimá, foram atrasadas por uma semana.
Entretanto, o comandante do Décimo Quarto Exército britânico, o Tenente-General William Slim, percebeu tardiamente (em parte a partir de documentos japoneses que tinham sido capturados em Sangshak) que uma divisão japonesa inteira estava avançando em direção a Coimá. Ele e sua equipe acreditavam inicialmente que, devido ao terreno proibitivo da área, os japoneses só conseguiriam enviar um regimento para tomar Coimá.
Slim sabia que havia poucas tropas de combate, em oposição aos soldados em unidades de linha de comunicação e serviços de apoio, em Coimá e nenhuma na base vital de Dimapur hpa 48km ao norte. Dimapur continha uma área de depósitos de suprimentos 18km de comprimento e 1,6km de largura. Como a queda de Dimapur teria sido desastrosa para os Aliados, Slim pediu ao seu superior, o General George Giffard (comandante do Décimo Primeiro Grupo de Exércitos), por mais tropas para proteger Dimapur e se preparar para socorrer Infal.
Os Aliados já estavam a reforçar apressadamente a Frente de Infal. Como parte dessa ação, a infantaria e a artilharia da 5ª Divisão de Infantaria indiana foram transportadas do Arracão, onde tinham acabado de participar da derrota de uma ofensiva japonesa subsidiária na Batalha de Admin Box. Enquanto o corpo principal da divisão foi para Infal (onde algumas unidades foram isoladas e quase todas as reservas do IV Corpo já haviam sido comprometidas), a 161ª Brigada de Infantaria indiana, comandada pelo Brigadeiro Dermot Warren e com o 24º Regimento de Artilharia de Montanha, com artilharia indiana anexada, foi enviada para Dimapur.
No início de março, a 23ª Brigada de Penetração de Longo Alcance foi removida da força Chindit do Major-General Orde Wingate e foi enviada por trem de Lalaghat para Jorhat, 80km ao norte de Dimapur, onde poderiam ameaçar o flanco de qualquer ataque japonês à base. Giffard e o General Claude Auchinleck, o comandante-em-chefe do Exército Indiano Britânico, também se prepararam para enviar a 2ª Divisão britânica e o Quartel-General do XXXIII Corpo Indiano sob o comando do Tenente-General Montagu Stopford da reserva no sul e centro da Índia para Dimapur, por estrada e ferrovia.
Até que o quartel-general do XXXIII Corpo pudesse chegar a Dimapur, o QG da 202ª Área de Linha de Comunicação sob o comando do Major-General RPL assumiu o comando da área.

## Batalha

### Geografia

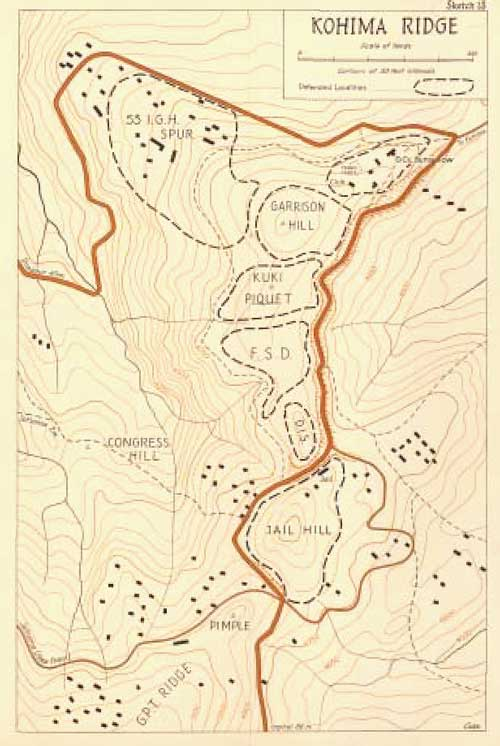
Cume de Coimá

A importância estratégica de Coimá na ofensiva japonesa de Chindwin de 1944 residia no fato de ser o cume de uma passagem que oferecia aos japoneses a melhor rota da Birmânia para a Índia. Por ela passava a estrada que era a principal rota de abastecimento entre a base de Dimapur, no vale do rio Brahmaputra, e Infal, onde as tropas britânicas e indianas do IV Corpo (composto pelas 17ª, 20ª e 23ª Divisões de Infantaria indianas) enfrentaram a principal ofensiva japonesa.
O próprio Cume de Coimá (em inglês:  Kohima Ridge) estende-se aproximadamente de norte a sul. A estrada de Dimapur a Infal sobe até sua extremidade norte e segue ao longo de sua face leste. Em 1944, Coimá era o centro administrativo de Nagaland. O vice-comissário era Charles Pawsey. Seu bangalô ficava na encosta de uma colina, em uma curva da estrada, com seus jardins, quadra de tênis e um clube, em terraços acima. Embora alguns terraços ao redor da aldeia tenham sido limpos para cultivo, as encostas íngremes da serra eram densamente florestadas.
Ao norte da serra ficava a área densamente habitada de Naga Village, coroada por Treasury Hill e Church Knoll (missionários batistas e outros cristãos estiveram ativos em Nagaland durante o meio século anterior). Ao sul e oeste do Cume de Coimá ficavam o GPT Ridge e o Aradura Spur coberto de selva. Os vários acampamentos de tropas de serviço britânicas e indianas na área deram seus nomes às características que seriam importantes na batalha, por exemplo, "Field Supply Depot" tornou-se FSD Hill ou simplesmente FSD. Mais tarde, os japoneses atribuíram seus próprios nomes de código aos pontos geográficos; por exemplo, Garrison Hill, com vista para Coimá, era conhecido como Inu (cachorro) e Kuki Piquet  como Saru (macaco).

### Cerco
Antes da chegada da 161ª Brigada indiana, as únicas tropas de combate na área de Coimá eram o recém-formado 1º Batalhão, do Regimento de Assão e alguns pelotões do 3º Batalhão (Naga Hills) dos paramilitares Fuzileiros de Assão (em inglês:  Assam Rifles). No final de março, a 161ª Brigada foi enviada para Coimá, mas o Major-General Rank ordenou que retornassem para Dimapur, pois inicialmente sentiu-se que Dimapur tinha mais importância estratégica. Coimá era considerada um obstáculo, enquanto Dimapur era o terminal ferroviário onde a maioria dos suprimentos aliados eram armazenados. Slim também temia que os japoneses pudessem deixar apenas um destacamento para conter a guarnição de Coimá enquanto o corpo principal da 31ª Divisão se movia por trilhos para o leste para atacar Dimapur.
Para alívio de Slim, Satō se concentrou em capturar Coimá. (No início do cerco, em 8 de abril, Mutaguchi ordenou diretamente a Sato que enviasse um destacamento para avançar sobre Dimapur. Satō relutantemente despachou um batalhão do 138º Regimento, mas algumas horas depois o superior de Mutaguchi, o Tenente-General Masakasu Kawabe, comandante do Exército da Área da Birmânia, vetou a ação.)
À medida que a ala direita e o centro da 31ª Divisão japonesa se aproximavam de Jessami, mais de 130km por estrada a leste de Coimá, elementos do Regimento de Assão travaram ações de retardamento contra eles, começando em 1º de abril. No entanto, os homens nas posições avançadas foram logo derrotados e o regimento de Assão recebeu ordens de se retirar. Na noite de 3 de abril, as tropas de Miyazaki chegaram aos arredores da aldeia Naga e começaram a sondar Coimá pelo sul.
O Quartel-General do Corpo de Stopford assumiu a responsabilidade pela frente de Ranking em 3 de abril. No dia seguinte, ele ordenou que a 161ª Brigada indiana avançasse para Coimá novamente, mas apenas um batalhão, o 4º Batalhão do Regimento Real West Kent da Rainha, comandado pelo Tenente-Coronel John Laverty, e uma companhia do 4º Batalhão do 7º Regimento Rajapute chegaram a Coimá antes que os japoneses cortassem a estrada a oeste da serra. Além dessas tropas da 161ª Brigada, a guarnição consistia em um batalhão de primeira classe (do Regimento Shere) do Exército Real Nepalês, algumas companhias do Regimento da Birmânia, alguns do Regimento de Assão que haviam se retirado para Coimá e vários destacamentos de convalescentes e tropas de linha de comunicação. A guarnição contava com cerca de 2.500 homens, dos quais cerca de mil eram não-combatentes e era comandada pelo Coronel Hugh Richards, que havia servido anteriormente com os Chindits.
O cerco começou em 6 de abril. A guarnição foi continuamente bombardeada e atingida por morteiros, em muitos casos por japoneses que usavam armas e munições capturadas em Sangshak e em outros depósitos, e foi lentamente empurrada para um pequeno perímetro em Garrison Hill. Eles tinham apoio de artilharia do corpo principal da 161ª Brigada, que estava isolada a 3,2km de distância em Jotsoma, mas, assim como em Sangshak, eles estavam com muita falta de água potável. O ponto de abastecimento de água ficava em GPT Ridge, que foi capturado pelos japoneses no primeiro dia do cerco. Alguns de seus defensores não conseguiram recuar para outras posições na serra e, em vez disso, recuaram em direção a Dimapur. Os tanques de água de lona no FSD e no Hospital-Geral indiano não foram enchidos nem escavados para protegê-los do tiroteio. Embora uma pequena fonte tenha sido descoberta no lado norte de Garrison Hill, ela só podia ser alcançada à noite. Os postos de tratamento médico foram expostos ao fogo japonês e os homens feridos foram frequentemente atingidos novamente enquanto esperavam por tratamento.
Alguns dos combates mais pesados ocorreram no extremo norte do Cume de Coimá, ao redor do bangalô e da quadra de tênis do vice-comissário, no que ficou conhecido como a Batalha da Quadra de Tênis. A quadra de tênis se tornou uma terra de ninguém, com os japoneses e os defensores de Coimá entrincheirados em lados opostos, tão próximos uns dos outros que granadas eram lançadas entre as trincheiras. Os historiadores americanos Alan Millet e Williamson Murray escreveram sobre os combates em Coimá entre as tropas japonesas e anglo-indianas: "Em nenhum lugar da Segunda Guerra Mundial – mesmo na Frente Oriental – os combatentes lutaram com mais selvageria irracional".
Na noite de 17 para 18 de abril, os japoneses finalmente capturaram a área de bangalôs de DC. Outros japoneses capturaram Kuki Picquet, cortando a guarnição em dois. A situação dos defensores era desesperadora, mas os japoneses não atacaram Garrison Hill, pois já estavam exaustos pela fome e pela luta e, quando amanheceu, as tropas da 161ª Brigada indiana chegaram para socorrer a guarnição.

### Substituição

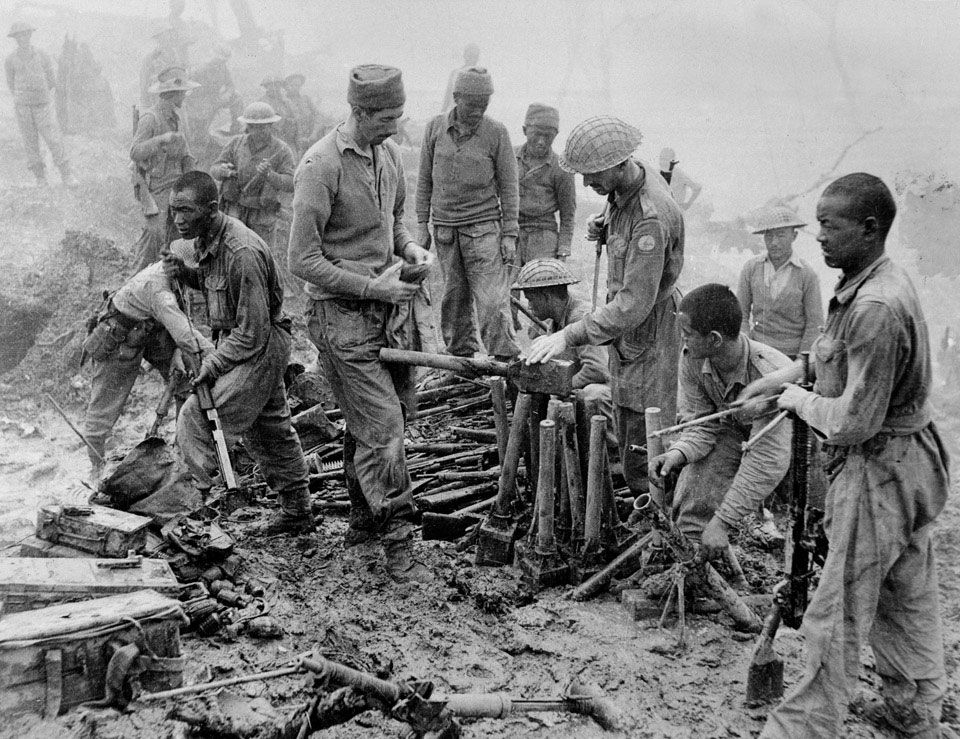
Soldados indianos do Exército Indiano Britânico inspecionam munições japonesas capturadas durante a batalha de Coimá, abril de 1944

A 2ª Divisão Britânica, comandada pelo Major-General John M.L. Grover, começou a chegar a Dimapur no início de abril. Em 11 de abril, o Décimo Quarto Exército tinha aproximadamente o mesmo número de tropas na área que os japoneses. A 5ª Brigada britânica da 2ª Divisão rompeu os bloqueios japoneses para substituir a 161ª Brigada em Jotsoma em 15 de abril. A 6ª Brigada britânica assumiu a posição defensiva da 161ª Brigada (a "Caixa Jotsoma"), permitindo que a 161ª Brigada, com apoio aéreo, de artilharia e blindados, lançasse um ataque em direção a Coimá em 18 de abril. Após um dia de intensos combates, as tropas à frente da Brigada (1º Batalhão, 1º Regimento de Punjab) avançaram e começaram a socorrer a guarnição de Coimá. Nessa altura, Coimá assemelhava-se a um campo de batalha da Primeira Guerra Mundial, com árvores destruídas, edifícios em ruínas e o solo coberto de crateras.
Sob o manto da escuridão, os feridos (300) foram resgatados sob fogo. Embora o contato tenha sido estabelecido, foram necessárias mais 24 horas para proteger totalmente a estrada entre Jotsoma e Coimá. Durante o dia 19 de abril e nas primeiras horas do dia 20 de abril, a 6ª Brigada britânica substituiu a guarnição original e às 06:00 horas do dia 20 de abril, o comandante da guarnição (Coronel Richards) entregou o comando da área. Os observadores da 6ª Brigada ficaram surpresos com as condições da guarnição; um oficial experiente em batalha comentou: "Eles pareciam espantalhos envelhecidos e ensanguentados, caindo de fadiga; a única coisa limpa neles eram suas armas, e eles cheiravam a sangue, suor e morte."
Miyazaki continuou tentando capturar Garrison Hill, e houve intensos combates por essa posição por mais algumas noites, com muitas baixas de ambos os lados. As posições japonesas no Kuki Picquet estavam a apenas 46m de Garrison Hill, e a luta era frequentemente corpo a corpo. No outro flanco de Garrison Hill, na noite de 26 para 27 de abril, um ataque britânico recapturou o clube acima do bangalô do vice-comissário, que tinha vista para a maior parte do centro japonês.

### Contraofensiva

A quadra de tênis minada e os terraços do bangalô do Comissário Distrital em Coimá

Os japoneses reorganizaram suas forças para defesa. A Força da Esquerda sob o comando de Miyazaki manteve o Cume de Coimá com quatro batalhões. O QG divisional sob o comando do próprio Sato e a Força Central sob o comando do Coronel Shiraishi mantiveram Naga Village com outros quatro batalhões. A Força da Direita, muito menor, detinha aldeias a norte e a leste.
Para apoiar seu ataque contra a posição japonesa, os britânicos acumularam trinta e oito obuseiros de montanha de 3,7 polegadas, quarenta e oito canhões de campanha de 25 libras e dois canhões médios de 5,5 polegadas. A RAF (principalmente caças-bombardeiros Hurricane do 34º Esquadrão e bombardeiros de mergulho Vultee Vengeance do 84º Esquadrão) também bombardeou e metralhou as posições japonesas. Os japoneses podiam opor-se a eles com apenas dezassete canhões ligeiros de montanha, com muito pouca munição. No entanto, o progresso do contra-ataque britânico foi lento. Os tanques não podiam ser facilmente utilizados, e os japoneses ocupavam bunkers muito profundamente escavados, bem escondidos e com apoio mútuo.
Enquanto a 6ª Brigada britânica defendia Garrison Hill, as outras duas brigadas da 2ª Divisão tentavam flanquear ambas as extremidades da posição japonesa, em Naga Village ao norte e em GPT Ridge ao sul. A essa altura, a monção já havia acabado e as encostas íngremes estavam cobertas de lama, dificultando muito o movimento e o abastecimento. Em alguns lugares, a 4ª Brigada britânica teve que cortar degraus nas encostas e construir corrimãos para poder progredir. Em 4 de maio, a 5ª Brigada britânica tomou uma posição nos arredores de Naga Village, mas perdeu-a num contra-ataque. No mesmo dia, a 4ª Brigada britânica, tendo feito uma longa marcha de flanco ao redor do Monte Pulebadze para se aproximar do Cume de Coimá pelo sudoeste, atacou GPT Ridge sob chuva torrencial e capturou parte do cume de surpresa, mas não conseguiu tomar todo o cume. Dois comandantes sucessivos da 4ª Brigada britânica foram mortos nos combates de curta distância subsequentes no cume.
Como ambos os movimentos de flanqueamento falharam devido ao terreno e ao clima, a 2ª Divisão britânica se concentrou em atacar as posições japonesas ao longo do Cume de Coimá a partir de 4 de maio. Os disparos de postos japoneses na encosta oposta da GPT Ridge atingiram repetidamente as tropas britânicas que atacavam Jail Hill no flanco, causando pesadas baixas e impedindo-as de capturar a colina por uma semana. No entanto, as diversas posições foram lentamente tomadas. Jail Hill, juntamente com Kuki Picquet, FSD e DIS, foi finalmente capturado em 11 de maio, depois que uma barragem de granadas de fumaça cegou os metralhadores japoneses e permitiu que as tropas protegessem a colina e se entrincheirassem.
As últimas posições japonesas na serra a serem capturadas foram a quadra de tênis e os jardins acima do bangalô do Vice-Comissário. Em 13 de maio, após várias tentativas frustradas de flanquear ou tomar de assalto a posição, os britânicos finalmente abriram uma trilha até o cume acima da posição, por onde um tanque poderia ser arrastado. Um tanque Lee caiu na quadra de tênis e destruiu as trincheiras e bunkers japoneses. O 2º Batalhão, do Regimento de Dorsetshire, seguiu e capturou a encosta onde antes ficava o bangalô, limpando assim finalmente o Cume de Coimá. O terreno foi reduzido a um deserto infestado de moscas e ratos, com restos humanos semienterrados por toda parte. As condições em que as tropas japonesas viveram e lutaram foram descritas por várias fontes, incluindo o autor Frank McLynn, como "indescritíveis".
A situação piorou para os japoneses à medida que mais reforços aliados chegaram. A 7ª Divisão de Infantaria indiana, comandada pelo Major-General Frank Messervy, estava chegando aos poucos por estrada e ferrovia do Arracão. A sua 33ª Brigadaindiana já tinha sido libertada da reserva do XXXIII Corpo para se juntar aos combates no Cume de Coimá, a 4 de maio. A 114ª Brigada de Infantaria indiana e o QG da Divisão chegaram em 12 de maio e (com a 161ª Brigada sob comando) a divisão se concentrou em recapturar Naga Village pelo norte. A 268ª Brigada de Infantaria indiana independente foi usada para substituir as brigadas da 2ª Divisão britânica e permitir que descansassem, antes de retomarem a sua marcha para sul ao longo da Estrada de Infal.
No entanto, quando os Aliados lançaram outro ataque em 16 de maio, os japoneses continuaram a defender Naga Village e Aradura Spur tenazmente. Um ataque a Naga Hill na noite de 24 para 25 de maio não obteve sucesso. Outro ataque, realizado contra ambas as extremidades do Aradura Spur na noite de 28 para 29 de maio, foi repelido de forma ainda mais decisiva. Os repetidos reveses, com o cansaço e os efeitos do clima começaram a afetar especialmente o moral da 2ª Divisão britânica.

### Retirada japonesa

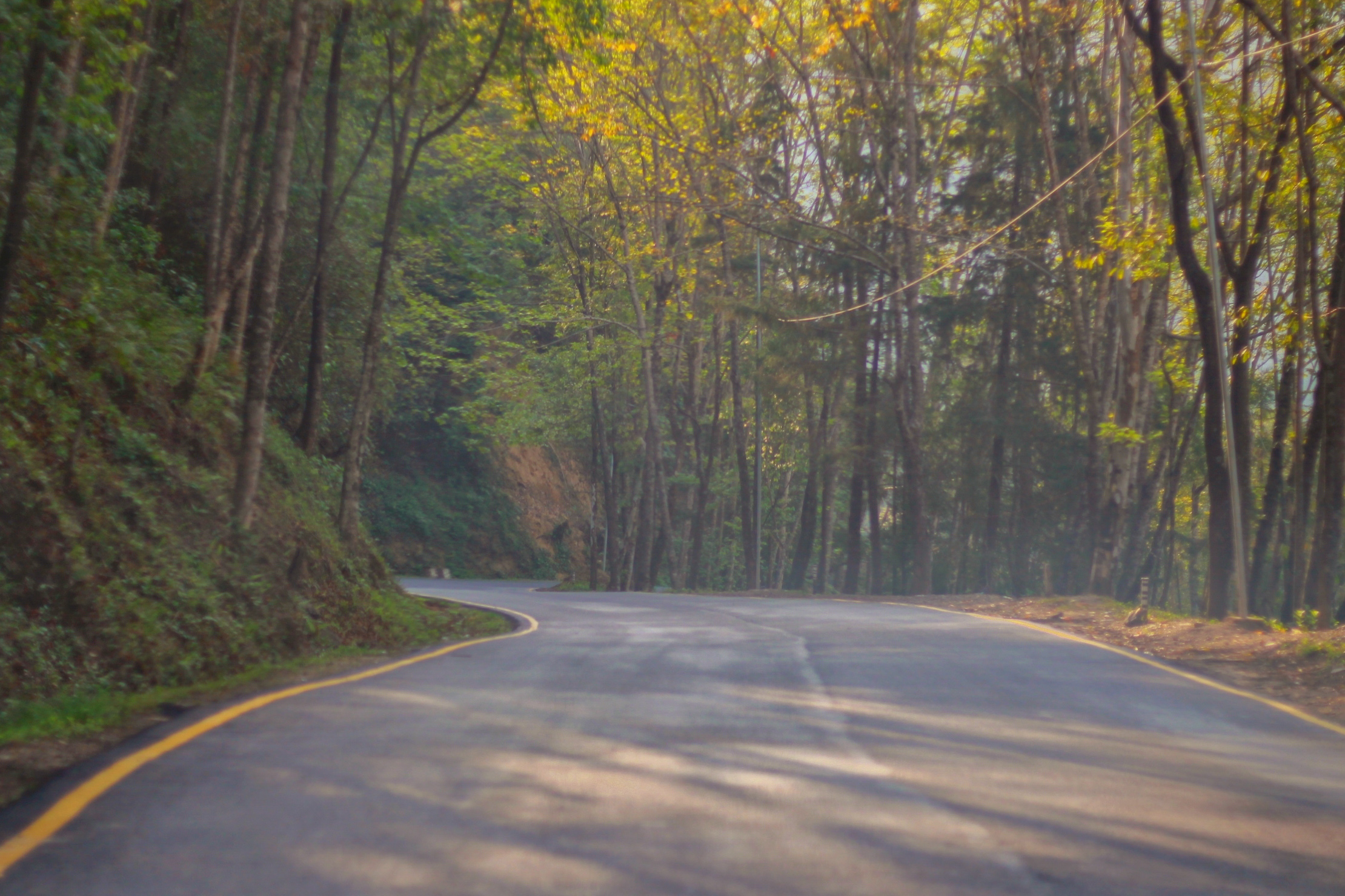
Estrada histórica Coimá–Infal em 2018

O fator decisivo foi a falta de suprimentos japoneses. A 31ª Divisão japonesa iniciou a operação com apenas três semanas de suprimento de alimentos. Quando esses suprimentos se esgotaram, os japoneses tiveram que sobreviver com os escassos estoques capturados e com o que conseguiam coletar em vilas locais - cada vez mais hostis. (Pouco antes do cerco de Coimá começar, os japoneses capturaram um enorme armazém em Naga Village com arroz suficiente para alimentar a divisão "por três anos", mas foi imediatamente bombardeado e o estoque de arroz foi destruído.) A 23ª Brigada LRP britânica, que estava operando atrás da divisão japonesa, cortou as linhas de abastecimento japonesas e os impediu de forragear nas Colinas de Naga a leste de Coimá. Os japoneses montaram duas missões de reabastecimento, usando jipes capturados para transportar suprimentos do Chindwin para a 31ª Divisão, mas trouxeram principalmente munição de artilharia e antitanque, em vez de alimentos.
Em meados de maio, as tropas de Satō estavam morrendo de fome. Ele considerou que Mutaguchi e o QG do Décimo Quinto Exército japonês estavam dando pouca atenção à sua situação, pois haviam emitido várias ordens confusas e contraditórias para ele durante abril. Como o ataque principal a Infal fracassou em meados de abril, Mutaguchi queria que a 31ª Divisão ou partes dela se juntassem ao ataque a Infal pelo norte, mesmo enquanto a divisão lutava para capturar e manter Coimá. Satō considerou que o quartel-general do Décimo Quinto Exército estava emitindo ordens irrealistas para sua divisão, sem planejamento adequado ou consideração pelas condições. Ele também não acreditava que eles estivessem se esforçando para transportar suprimentos para sua divisão. Ele começou a considerar retirar suas tropas para permitir o reabastecimento.
Em 25 de maio, Satō notificou o QG do Décimo Quinto Exército que ele se retiraria em 1º de junho, a menos que sua divisão recebesse suprimentos. Finalmente, em 31 de maio, ele abandonou Naga Village e outras posições ao norte da estrada, apesar das ordens de Mutaguchi para manter sua posição. (Para um comandante divisional recuar sem ordens ou permissão de seu superior era algo inédito no Exército Japonês.) Isso permitiu que o XXXIII Corpo flanqueasse a posição de Miyazaki no Aradura Spur e começasse a avançar para o sul.
O destacamento de Miyazaki continuou a lutar na retaguarda e a demolir pontes ao longo da estrada para Infal, mas acabou sendo expulso da estrada e forçado a recuar para o leste. O restante da divisão japonesa recuou dolorosamente para o sul, mas encontrou muito pouco para comer, já que a maior parte dos poucos suprimentos trazidos através do Chindwin foram consumidos por outras unidades japonesas, que estavam tão desesperadamente famintas quanto os homens de Satō. Muitos da 31ª Divisão estavam muito debilitados para se arrastarem mais para o sul do que Ucrul (perto do campo de batalha de Sangshak), onde hospitais foram instalados, mas sem medicamentos, equipe médica ou comida, ou Humine há 32km ao sul de Ucrul, onde Sato esperava em vão encontrar suprimentos.

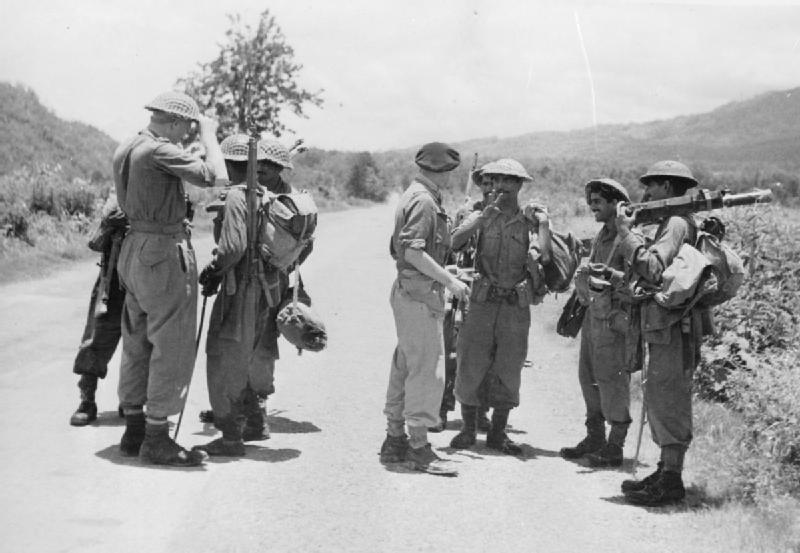
A ligação no Marco 109 entre os dois braços do 14º Exército que aliviou o cerco japonês de Infal

O XXXIII Corpo indiano acompanhou os japoneses em retirada. A 2ª Divisão britânica avançou pela estrada principal, enquanto a 7ª Divisão indiana (usando mulas e jipes para a maior parte do transporte) avançou pelo terreno acidentado a leste da estrada. Em 22 de junho, as tropas líderes da 2ª Divisão britânica encontraram o corpo principal da 5ª Divisão de Infantaria indiana avançando para o norte de Infal no marco 109, há 48km ao sul de Coimá. O cerco de Infal terminou e os comboios de caminhões transportaram rapidamente suprimentos pesados e vitais para as tropas em Infal.
Durante a Batalha de Coimá, as forças britânicas e indianas perderam 4.064 homens, mortos, desaparecidos e feridos. Contra isso, os japoneses perderam pelo menos 5.764 baixas em batalha na área de Coimá, e muitos da 31ª Divisão morreram posteriormente de doença ou fome, ou tiraram suas próprias vidas.

## Consequências
Depois de ignorar ordens do exército por várias semanas, Satō foi removido do comando da 31ª Divisão japonesa no início de julho. Toda a ofensiva japonesa foi interrompida ao mesmo tempo. Slim ridicularizou Satō como o menos empreendedor de seus oponentes e até dissuadiu a RAF de bombardear o QG de Satō porque queria mantê-lo vivo, pois isso ajudaria a causa Aliada. Fontes japonesas, no entanto, culpam seu superior, Mutaguchi, tanto pelas fraquezas do plano original quanto pela antipatia entre ele e Sato, o que levou Sato a se concentrar em salvar sua divisão em vez de avançar sobre objetivos distantes.

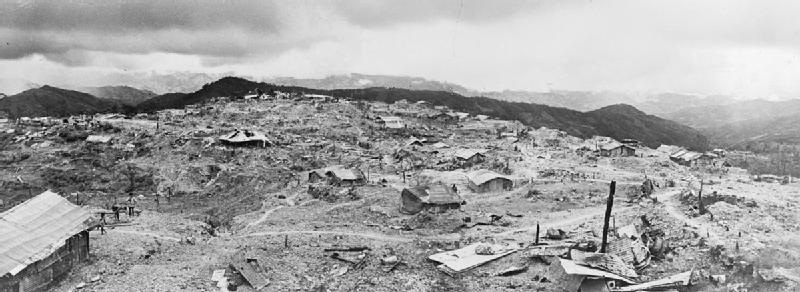
Vista do Cume de Coimá após a batalha

Depois que Satō foi removido do comando, ele recusou um convite para cometer seppuku e exigiu uma corte marcial para limpar seu nome e tornar públicas suas reclamações sobre o Quartel-General do Décimo Quinto Exército. A pedido de Kawabe, Satō foi declarado como tendo sofrido um colapso mental e não estava apto a ser julgado. Ele foi substituído como comandante da 31ª Divisão pelo Tenente-General Tsuchitaro Kawada. O Major-General Miyazaki foi promovido e nomeado para comandar a 54ª Divisão japonesa, servindo em Arracão.
As enormes perdas sofridas pelos japoneses nas Batalhas de Infal e Coimá (principalmente devido à fome e à doença) prejudicaram a sua defesa da Birmânia contra os ataques dos Aliados durante o ano seguinte.
Do lado dos Aliados, o Major-General Grover foi demitido do comando da 2ª Divisão britânica em 5 de julho, por lentidão percebida na condução da ofensiva, e também após reclamações sobre seu manejo das formações indianas (161ª e 33ª Brigadas indianas) anexadas à sua divisão, e substituído pelo Major-General Cameron Nicholson. Ele aceitou sua demissão estoicamente e foi nomeado Diretor dos Serviços de Bem-Estar do Exército no Ministério da Guerra. Setenta anos após a Batalha de Coimá, um memorial foi inaugurado em sua homenagem em Jotsoma, o local do Quartel-General da sua 2ª Divisão. O Brigadeiro Dermot Warren, que comandou a 161ª Brigada indiana durante o cerco, foi promovido a comandante da 5ª Divisão indiana, mas morreu em um acidente aéreo no ano seguinte.

### Reabastecimento aéreo
O reabastecimento aéreo de Coimá foi parte de um esforço que, no seu auge, entregou cerca de 500 toneladas de suprimentos por dia às forças aliadas no teatro de operações. Nos cercos de Coimá e Infal, os Aliados dependeram inteiramente do reabastecimento aéreo por aeronaves britânicas e americanas que voavam da Índia até que a estrada do terminal ferroviário em Dimapur fosse desobstruída. Em Coimá, devido às estreitas cristas, a precisão no lançamento de logística aérea provou ser um problema considerável e, à medida que a luta se intensificava e a área defendida diminuía, a tarefa se tornava mais difícil e perigosa. Para melhorar a precisão dos lançamentos, os pilotos dos Dakota foram forçados a voar “perigosamente baixo”.
O crescente domínio do poder aéreo Aliado nesta fase da campanha da Birmânia foi um fator importante para ajudar os Aliados a virar o rumo da guerra neste teatro. O suprimento aéreo aliado permitiu que as tropas britânicas e indianas resistissem em posições que, de outra forma, teriam de abandonar devido à escassez de munições, alimentos e água, uma vez que reforços e suprimentos podiam ser trazidos mesmo quando as guarnições estavam cercadas e isoladas. Por outro lado, os japoneses acharam a sua própria situação de abastecimento mais difícil de resolver e, no final, foi um dos fatores decisivos na batalha.

### Cruz Vitória
Três Cruzes Vitória foram concedidas por ações durante a Batalha de Coimá:
- Cabo John Pennington Harman,[101] 4º Batalhão, Regimento Real West Kent da Rainha, 161ª Brigada de Infantaria indiana, 5ª Divisão de Infantaria indiana. Durante os combates pesados em torno de "Detail Hill" (FSD?) durante o cerco, ele sozinho eliminou dois postos de metralhadoras japonesas, o primeiro em 7 pra 8 de abril e um segundo em 8 para 9 de abril.[102] Ele foi morto ao se retirar do segundo ataque e mais tarde recebeu uma Cruz Vitória póstuma por essas ações.[103]
- Capitão John Niel Randle, 2º Batalhão, Regimento Real de Norfolk, 4ª Brigada de Infantaria, 2ª Divisão de Infantaria britânica.[104]
- Jemadar Abdul Hafiz, 9º Regimento Jat. Aos 18 anos, Abdul Hafiz se tornou o mais jovem ganhador da VC do Exército Britânico da Índia. Ele está enterrado no Cemitério de Guerra Indiano de Infal.[105]

### Memorial

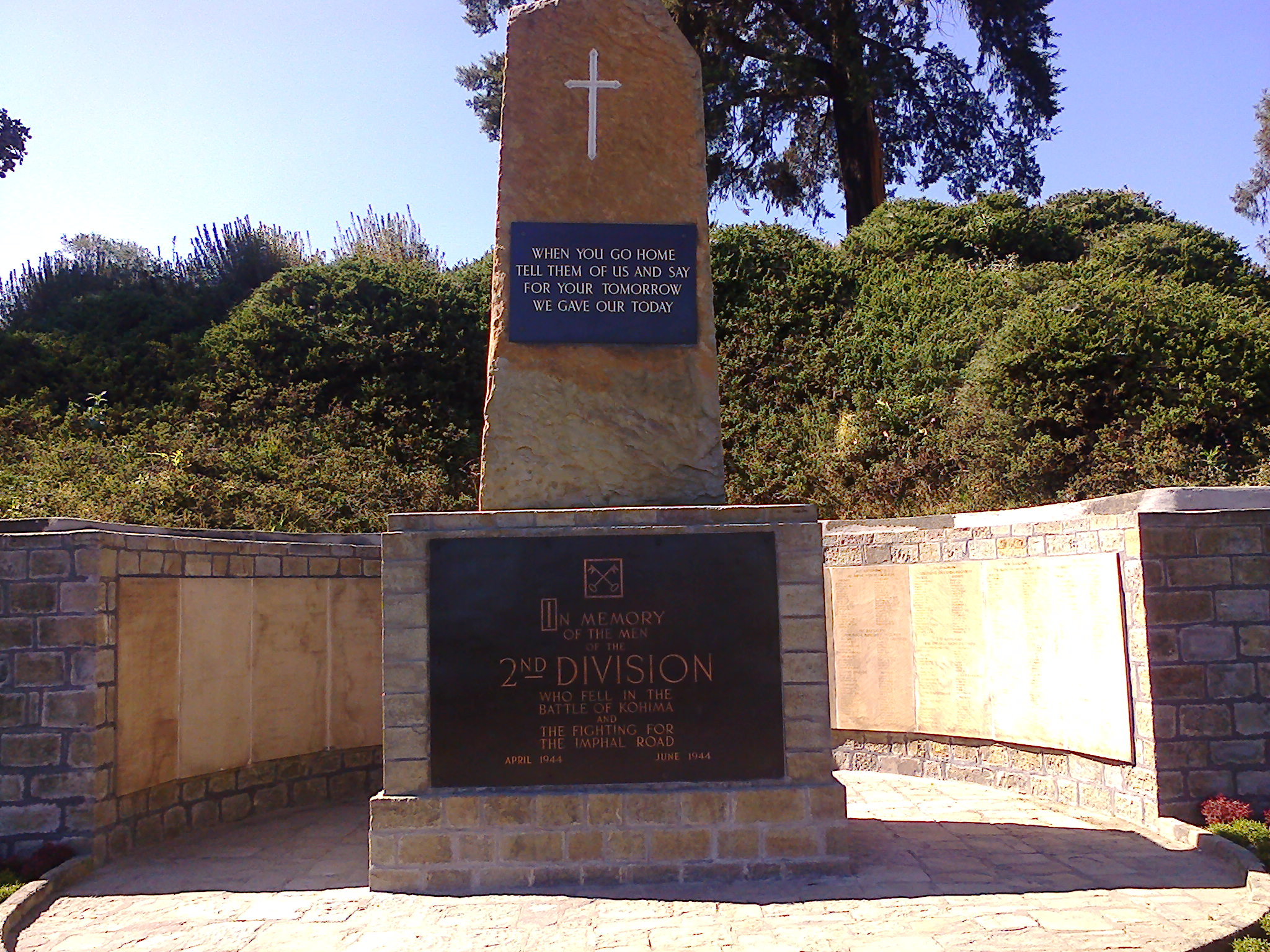
O memorial em Coimá

O Cemitério de Guerra em Coimá, com 1 420 mortos de guerra aliados, é mantido pela Comissão de Túmulos de Guerra da Comunidade Britânica. O cemitério fica nas encostas de Garrison Hill, no que antes era a quadra de tênis do vice-comissário. O epitáfio esculpido no memorial da 2ª Divisão britânica no cemitério tornou-se mundialmente famoso como o Epitáfio de Coimá. Diz:
| “ | Quando você for para casa, fale de nós e diga: Para o seu amanhã, demos o nosso hoje | ” |

O verso é atribuído a John Maxwell Edmonds (1875–1958) e acredita-se que tenha sido inspirado no epitáfio escrito por Simônides para homenagear os espartanos que caíram na Batalha das Termópilas em 480 a.C.